# Аткінс (Вірджинія)
Аткінс (англ. Atkins) — переписна місцевість (CDP) в США, в окрузі Сміт штату Вірджинія. Населення — 1121 особа (2020).

## Географія
Аткінс розташований за координатами 36°52′1″ пн. ш. 81°23′55″ зх. д. / 36.86694° пн. ш. 81.39861° зх. д. (36.866981, -81.398576).  За даними Бюро перепису населення США в 2010 році переписна місцевість мала площу 13,91 км², з яких 13,90 км² — суходіл та 0,00 км² — водойми.

## Демографія
Згідно з переписом 2010 року, у переписній місцевості мешкали 1143 особи в 495 домогосподарствах у складі 323 родин. Густота населення становила 82 особи/км².  Було 584 помешкання (42/км²).
Расовий склад населення:
| - 98,8 % — білих - 0,2 % — чорних або афроамериканців - 0,1 % — корінних американців |

До двох чи більше рас належало 0,9 %. Частка іспаномовних становила 1,0 % від усіх жителів.
За віковим діапазоном населення розподілялося таким чином: 23,8 % — особи молодші 18 років, 61,1 % — особи у віці 18—64 років, 15,1 % — особи у віці 65 років та старші. Медіана віку мешканця становила 41,2 року. На 100 осіб жіночої статі у переписній місцевості припадало 90,5 чоловіків;  на 100 жінок у віці від 18 років та старших — 87,7 чоловіків також старших 18 років.
Середній дохід на одне домашнє господарство  становив 38 675 доларів США (медіана — 26 016), а середній дохід на одну сім'ю — 48 614 долари (медіана — 32 500). Медіана доходів становила 40 000 доларів для чоловіків та 30 536 доларів для жінок. За межею бідності перебувало 14,0 % осіб, у тому числі 11,6 % дітей у віці до 18 років та 21,7 % осіб у віці 65 років та старших.
Цивільне працевлаштоване населення становило 356 осіб. Основні галузі зайнятості: виробництво — 37,1 %, роздрібна торгівля — 16,6 %, освіта, охорона здоров'я та соціальна допомога — 14,6 %.